# Hans Stålbom (inspektor)
Hans Stålbom, född omkr. 1638 i Rostock, död 1 maj 1678 i Lokalax, Finland, var inspektor (fogde) i Vasaborg i Finland.
Stålbom var student vid Kungliga Akademien i Åbo 1658, bokhållare hos Kristina Brahe från 1664. Han utnämndes 1668 till fogde eller inspektor i pensionsförläningen för Sveriges regentsläkt, Vasaborgs grevskap, som då omfattade 704 gårdar. Tjänsten skötte han från Nystad. Han hade kvar tjänsten till sin död 1678.
Hans Stålbom var son till borgmästaren i Kristinestad Hans L. Stålbom (1605–1661) och Anna Johandotter och var gift med Maria Petraeus i hennes 1 gifte (d.1732), dotter till biskop Eskil Petraeus och Anna Kock. De hade barnen  Johan Stålbom, kyrkoherde i Föglö, Katarina (–1715) gift med Samuel Hornaeus, kyrkoherde i Euraåminne, Anna (omnämns som ogift 1700) samt en till namnet okänd son.